# Heorot

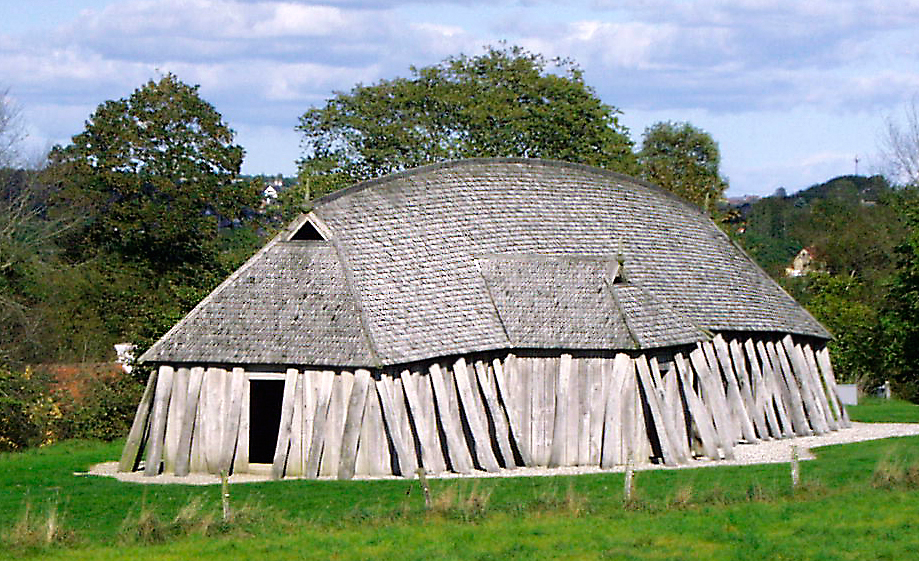
een Fyrkat hus, een mogelijk zelfde soort ontvangsthal als Heorot

Heorot is een legendarische ontvangsthal of feestzaal en wordt beschreven in het Angelsaksische gedicht Beowulf als de hal der hallen onder de hemel. Het diende als een soort paleis voor koning Hroðgar, koning der Denen. Heorot zou vrij vertaald Hal van het Hart betekenen. De gautische held Beowulf verdedigde de hal tegen het demonische wezen Grendel en wat later tegen Grendel's moeder, twee ondoodbare monsters met een huid die de sterkste zwaarden laat weerkaatsen. Maar uiteindelijk zal Beowulf hen toch verslaan.